# Franklinit
Franklinit är ett ovanligt zinkhaltigt malmmineral som kan hittas i Franklin i New Jersey, USA. Det kan även hittas i små mängder i Långbangruvan i Värmland. Franklinit är magnetiskt och bildar ofta lite avrundade oktaedriska former.

## Etymologi och historia
Mineralet beskrevs första gången av Pierre Berthier som namngav det efter typlokalen.